# Una muchachita de Valladolid
Una muchachita de Valladolid es una obra de teatro escrita por Joaquín Calvo Sotelo y estrenada el 10 de abril de 1957 en el Teatro de la Comedia de Madrid.

## Argumento
Patricio Arnáiz es un diplomático maduro y solterón que presta sus servicios en una ciudad del norte europeo. Allí tiene una novia, Erika, pero esta parece no hacerle demasiado caso y su temperamento, vivo y jovial, choca con el del tranquilo Patricio, hasta que, en Navidad, y pasando él un resfriado, la relación termina. Recibe una llamada de un colega de España, el cual le aconseja un cambio de aires y la búsqueda de una esposa modosita y religiosa, en Ávila, Burgos o Valladolid, pues según él, es condición indispensable para su ascenso a Ministro Plenipotenciario el estar casado.
Patricio llega a Valladolid en Semana Santa, y en una procesión conoce a Mercedes Martínez Rey, una sencilla joven vallisoletana que, tras un rechazo inicial, decide contraer matrimonio con él. La obra se recrea en escenas de la Semana Santa vallisoletana, tales como los oficios en la iglesia de Santiago y el Pregón y Sermón de las Siete Palabras, así como diversas alusiones al Museo Nacional de Escultura.
Una vez que Patricio haya sido nombrado Ministro Plenipotenciario en Madrid y esté a la espera de destino en el extranjero, la pareja coincide con Erika, la cual siente celos de la feliz situación de Mercedes y le insinúa que Patricio sólo busca en ella la posición de hombre casado para poder escalar puestos en la carrera diplomática. Tras una breve discusión, Mercedes comprueba que el amor de Patricio es sincero y se reconcilian, preparándose para su nuevo puesto en un país de Sudamérica. Hay en esta parte de la obra una frase que Mercedes, con cierta importancia, le dice a Erika, y que ha adquirido fama: Valladolid era Corte cuando Madrid no existía. Tiene solera, raza.
Una vez instalados en el extranjero, en el nuevo destino del marido, este debe emplear sus encantos con la esposa de un magnate del petróleo para obtener unos cuantiosos contratos en beneficio del país. Dicha circunstancia enfurece a Mercedes, quien a su vez, resulta seductora para el propio magnate. La obra entra aquí en una dinámica de enredo que, tras diversos episodios, se resuelve en final feliz para la pareja y termina en Valladolid de nuevo, un año después, en un balcón de la Plaza Mayor desde el cual presencian el Sermón de las Siete Palabras.

## Reparto
| Intérprete              | Personaje                      |
| ----------------------- | ------------------------------ |
| Alberto Closas          | Patricio Arnaiz                |
| Analía Gadé             | Mercedes Martínez Rey          |
| Lina Rosales            | Alexandra Aymat                |
| Alfredo Mayo            | Raimundo Aymat - el Canciller  |
| José Luis López Vázquez | Ángel Enríquez - el Secretario |
| Vicky Lagos             | Erika Elliot                   |
| Isabel Pallarés         | Bárbara                        |
| Roberto Rey             | Canciller García Bernachi      |
| Fernando Nogueras       | Recepcionista hotel            |
| Roberto Camardiel       | Director Centro Gallego        |
| Aníbal Vela             | Director del banco             |
| Emma Picó               |                                |
| Margarita Larrea        | Octavia                        |
| Juan Cazalilla          | Frutos                         |
| Mario Moreno            | Pepe                           |
| Miguel del Castillo     | Asistente de Raimundo          |
| Rosario del Pozo        |                                |
| Modesto Blanch          |                                |
| Manuel Redondo          |                                |
| Antonio Molino Rojo     |                                |
| José María Segovia      |                                |
| Ramón Rojas             |                                |
| Paco Valladares         | Voz en radio                   |

## Representaciones destacadas
- Teatro (Estreno, 1957). Intérpretes: Alberto Closas (Patricio), María Asquerino (Mercedes), Mercedes Muñoz Sampedro, Carlos Mendy, Manuel Domínguez, Rafael Gil Marcos.
- Teatro (Teatro Lope de Vega, Valladolid, 1958). Intérpretes: Margot Cottens, Andrés Mejuto, Ana María Morales, Antonio Ferrandis, Mario Álex.
- Cine (España, 1958). Dirección: Luis César Amadori. Intérpretes: Alberto Closas (Patricio), Analía Gadé (Mercedes), Alfredo Mayo, Lina Rosales, José Luis López Vázquez.
- Televisión (Primera fila, TVE, 1965). Intérpretes: Fernando Delgado, María del Puy, Luis Prendes.
- Televisión (Estudio 1, TVE, 1973). Dirección: José Antonio Páramo. Intérpretes: Alberto Closas (Patricio), Concha Velasco (Mercedes), José Sacristán, Helga Liné, Aurora Redondo.